# Купидон
Купидон (лат. cupido) - бог еротске љубави, привлачности и наклоности код старих Римљана.

## Митологија
Називан је још и Амор, а пандан је Еросу из грчке митологије. Замишљан је као немирни, крилати дечак који прати Венеру или Викторију, а представљан је са златним тоболцем, луком и стрелама који представљају његов извор моћи. Ове стреле побуђивале су жељу. Његове стреле су називане „стрелама пожуде“, али су неке имале и моћ да људе одврате од оних који су у њих заљубљени.
Порекло Купидона се разликује у различитим изворима. Само Цицерон помиње три могућа порекла: да је он син Меркура и Дијане, потом Меркура и Венере, али и Марса и Венере. Платон помиње две од тих опција, док је Ерос у грчкој митологији најчешће помињан као син Хаоса, односно да је из њега настао.
У митовима Купидон се увек појављује само као споредан лик који углавном служи за покретање неке радње. Главни лик је једино у причи о Купидону и Психи. Повезивањем различитих митова, Апулеј је у II веку п. н. е. направио причу о љубави Купидона и Психе где бива погођен својим оружјем и доживљава љубавно искушење.
Касније, током средњег века Купидонов лик и даље задржава популарност, када је под хришћанским утицајем често имао двоструку природу, небеску и земаљску љубав. Током ренесансе његовом лику се додају и нека алегоријска значења, а у савременој популарној култури приказан је као крилати дечак који навлачи лук како би некога инспирисао и испунио љубављу и често се користи као икона Дана заљубљених.